# Groupe de Saint-Luc
Le groupe de Saint-Luc est le nom donné par Alexandre Cingria (1879-1945) à un groupe d'artistes suisses, entre 1919 et 1945. Il est aussi nommé groupe de Saint-Luc et de Saint-Maurice ou le groupe romand de la Société de Saint-Luc.
Ils ont donné à l'art sacré un essor exceptionnel, associant tradition spirituelle et modernité.

## Membres du groupe
- Alexandre Cingria, peintre, verrier, mosaïste et décorateur, cofondateur du groupe[4].
- Fernand Dumas, architecte, fut membre à partir de 1927. Il construisit quinze églises en Suisse romande et en transforma des dizaines[5].
- Jean-Louis Gampert, peintre, décorateur et costumier fut un des membres fondateurs. De 1923 à 1924, il a peint le mur du chœur de l'église de Corsier[6].
- André Bordigoni, architecte, a construit l'église du Christ-Roi avec Armand Chapatte à Lancy (1952).
- Albert Chavaz, peintre, gaveur et affichiste, membre aussi de l'École des Pâquis[7].

## Historique

### Prémices
Un groupe d'artistes dirigé par l'architecte Adolphe Guyonnet se réunit pour réaliser un ensemble décoratif de vitraux, mosaïque, peinture murale, sculpture et mobilier liturgique pour l'église de Saint-Paul, inaugurée en 1915 à Cologny (canton de Genève).
Les vitraux réalisés par l'atelier de verrerie de Marcel Poncet sont dus à Maurice Denis et Alexandre Cingria. Ils expriment toute la force d'un engagement artistique et spirituel qui conduira, en 1919, à la création du "Groupe de Saint-Luc".

### Fondation
En 1919, Alexandre Cingria fonde à Genève le groupe de Saint-Luc, avec Jean-Louis Gampert, dans le but de renouveler l'art sacré,.

### Expositions
- 1932 : Groupe romand de Saint-Luc
- 1932 : Romanité
- 1933 : Musée de l'Athénée
- 1933 : Exposition de Noël (Dessins)
- 1935 : 4e Salon de Romanité
- 1935 : Groupe romand de Saint-Luc
- 1938 : Musée Rath[10],[11]

## Réalisations[12]
L'église Saint-Martin de Lutry est emblématique du style du groupe. Plusieurs dizaines de bâtiments religieux ont été construits ou rénovés en Suisse romande, à Berne et à Chamonix.